# 네만 (아일랜드 신화)
네만(고대 아일랜드어: Nemain, 아일랜드어: Neamhain)은 아일랜드 신화의 여신이다. 전쟁의 광란이 의인화된 것이다. 고대 문헌에 보면 모리안이라는 삼여신조가 있는데, 이를 이루는 세 자매의 이름 중 하나가 네만이라고도 한다.
《코르막의 주석서》에 보면 네만은 네트의 아내라고 한다. 《렌스터의 서》에 실린 한 시에 따르면(fol. 6, a2) 버이브와 네만이 네트의 아내이며, 이 둘은 포모르에게 죽었다고 한다. folio 5, a2에서는, 페아(Fea)와 네만이 네트의 두 아내라고 하고, 딘헨휘스의 시에서는 네만만이 네트의 아내로 언급되어 있다. 아일랜드 족보학 책들에 보면 페아와 네만은 브루(뉴그레인지)의 엘크마르의 딸이며, 엘크마르는 델바흐의 아들이고, 델바흐는 오그마의 아들이고, 오그마는 엘라탄의 아들이다.
강가에 앉아 죽은 전사의 옷 또는 내장을 빠는 페니어라는 요정이 있는데 이것이 네만이라고도 한다.